# Задорожнє (Вінницький район)
Задоро́жнє — село в Україні, у Погребищенській міській громаді Вінницького району Вінницької області. Населення становить 88 осіб.

## Історія
12 червня 2020 року, відповідно до розпорядження Кабінету Міністрів України № 707-р «Про визначення адміністративних центрів та затвердження територій територіальних громад Вінницької області», увійшло до складу Погребищенської міської громади.
19 липня 2020 року, в результаті адміністративно-територіальної реформи та ліквідації Погребищенського району, село увійшло до складу Вінницького району.

## Населення
За даними перепису 2001 року кількість наявного населення села становила 88 осіб, із них 89,77 % зазначили рідною мову українську, 5,68 % — російську.
| Рік            | 1989 | 2001 |
| -------------- | ---- | ---- |
| Кількість осіб | 98   | 88   |

### Мова
Розподіл населення за рідною мовою за даними перепису 2001 року:
| Мова       | Відсоток |
| ---------- | -------- |
| українська | 89,77%   |
| російська  | 5,68%    |
| інші       | 4,55%    |